# Iniciativa Democràtica d'Esquerra
Iniciativa Democràtica d'Esquerra (Iniciative Démocratique de Gauche, IDG) fou un moviment polític francès fundat l'any 1991 per dissidents del Partit Comunista Francès de l'Aisne dirigits per l'antic diputat, Roland Renard. Aquest moviment desitja 
| « | superar les antigues escissions i les velles certeses per comprometre el país sobre una nova reagrupació d'esquerra | » |

.
El moviment ha obtingut set membres al Consell General de l'Aisne que formen part del Grup Progressista (del que també en forma part l'elegit del Partit Radical d'Esquerra, Jacques Krabal) i un conseller regional a Picardia dins les files dels socialistes. Ha estat reconeguda com a formació política per la Comissió Nacional dels Comptes de Campanya i dels Finançaments Polítics des de 1992.

IDG ha cridat a votar François Hollande des de la primera volta de les eleccions presidencials franceses de maig 2012. El seu president i fundador Roland Renart ha declarat que es tractava d'
| « | un vot eficaç. Per nosaltres, és un transcurs certament natural de sostenir François Hollande des de la primera volta. L'elecció presidencial és una elecció particular. Només dos candidats passen a la segona volta, cal fer que el que esdevingué el 22 d'abril de 2002 no es reprodueixi pas. Però també donar el millor suport possible al candidat que és susceptible d'estar a la segona volta. | » |

.